# Currie Cup 1968
La Currie Cup de 1968 fue la trigésima edición del principal torneo de rugby provincial de Sudáfrica.
El campeón fue el equipo de Northern Transvaal quienes obtuvieron su tercer campeonato.

## Participantes

### Fase Final
| Equipo             | Título            |
| ------------------ | ----------------- |
| Northern Transvaal | Ganador Sección A |
| Transvaal          | Ganador Sección B |

### Final
| 1968 | Northern Transvaal | 16 - 3 | Transvaal | Pretoria, |  |

### Campeón
| Bandera de Sudáfrica       |
| Campeón Northern Transvaal |
| Tercer título              |